# Парламентская ассамблея ОДКБ
Парламентская Ассамблея Организации Договора о коллективной безопасности (ПА ОДКБ) является Уставным органом межпарламентского сотрудничества ОДКБ.
Парламентская Ассамблея состоит из парламентских делегаций государств - членов ОДКБ, численный состав которых согласно Временному положению о ПА ОДКБ, определяется парламентом/палатой парламента государства — члена ОДКБ.
В работе Ассамблеи также принимают участие наблюдатели, которые имеют право присутствовать на открытых заседаниях, получать материалы к ним, выступать по обсуждаемым вопросам и вносить свои предложения, однако не участвуют в голосовании.

## Состав ПА ОДКБ

### Парламентская Ассамблея ОДКБ состоит из парламентских делегаций
- Армении,
- Белоруссии,
- Казахстана,
- Киргизии,
- России,
- Таджикистана.

Статус наблюдателей при ПА ОДКБ имеют парламентское собрание Союза Беларуси и России, Народная скупщина Сербии, нижняя палата Национальной ассамблеи Афганистана.

## История Парламентской Ассамблеи ОДКБ
В 1999 году Совет Межпарламентской Ассамблеи СНГ принял специальное решение, согласно которому парламентские делегации, представляющие государства МПА СНГ – участники Договора о коллективной безопасности (ДКБ), стали рассматривать в рамках МПА СНГ правовые вопросы реализации данного договора.
Создан в соответствии с постановлением членов Совета МПА государств СНГ — членов ОДКБ «О мерах по формированию парламентского измерения Организации Договора о коллективной безопасности в рамках Межпарламентской Ассамблеи СНГ» от 16 ноября 2006 в целях решения приоритетных задач по развитию правовой базы ОДКБ в рамках МПА СНГ.

## Деятельность ПА ОДКБ
- ПА ОДКБ принимает модельные законодательные акты[5], направленные на регулирование правовых отношений в сфере компетенции ОДКБ, а также рекомендации по сближению законодательства государств – членов ОДКБ и приведению его в соответствие с положениями международных договоров, заключённых этими государствами в рамках ОДКБ. Для этого Ассамблеей принимается соответствующая программа деятельности по сближению и гармонизации национального законодательства государств – членов ОДКБ на определённый период[6].
- ПА ОДКБ обсуждает вопросы сотрудничества государств – членов ОДКБ в международной, военно-политической, правовой и иных областях и вырабатывает соответствующие рекомендации, которые направляет Совету коллективной безопасности, другим органам ОДКБ и национальным парламентам.
- Ассамблеей проводится парламентский мониторинг военно-политической обстановки в регионах коллективной безопасности ОДКБ, наблюдение за совместными учениями Коллективных сил оперативного реагирования (Войск) ОДКБ. Представители ПА ОДКБ принимают участие в мониторинге президентских и парламентских выборов по приглашению уполномоченных органов государств – членов ОДКБ.
- Ассамблея также осуществляет взаимодействие и сотрудничество с международными парламентскими и другими организациями в соответствии с целями своей деятельности.
- Представители ПА ОДКБ принимают участие в мониторинге президентских и парламентских выборов по приглашению уполномоченных органов государств – членов ОДКБ[7].

## Председатели ПА ОДКБ
Организацию деятельности осуществляет Председатель и Совет, состоящий из руководителей парламентов (палат парламентов). Председатель ПА ОДКБ избирается сроком на 3 года на ротационной основе.
Первым председателем ПА ОДКБ был избран Председатель Государственной Думы Федерального Собрания Российской Федерации V созыва Борис Вячеславович Грызлов (ноябрь 2006 года - май 2012 года).
С мая 2012 по  2016 год Председателем ПА ОДКБ являлся Сергей Евгеньевич Нарышкин - Председатель Государственной Думы Федерального Собрания Российской Федерации VI созыва.
24 ноября 2016 года Председателем ПА ОДКБ был избран Председатель Государственной Думы Федерального Собрания Российской Федерации VII созыва Вячеслав Викторович Володин.
5 ноября 2019 года В.В.Володин вновь избран Председателем Парламентской Ассамблеи Организации Договора о коллективной безопасности.
29 ноября 2021 года Председатель Государственной Думы Федерального Собрания Российской Федерации Володин Вячеслав Викторович вновь избран Председателем Парламентской Ассамблеи Организации Договора о коллективной безопасности единогласно.